# Dactyloplusia roseata
Dactyloplusia roseata är en fjärilsart som beskrevs av Clayton Dissinger Mell. Dactyloplusia roseata ingår i släktet Dactyloplusia och familjen nattflyn. Inga underarter finns listade i Catalogue of Life.